# Arenaria leucadia
Arenaria leucadia är en nejlikväxtart som beskrevs av Dimitrios Phitos och Arne Strid 1994 Arenaria leucadia ingår i släktet narvar, och familjen nejlikväxter. Inga underarter finns listade i Catalogue of Life.